# 現役ドラフト
現役ドラフト（げんえきドラフト）は、日本野球機構（NPB）で導入されている現役選手の移籍制度である。2022年（令和4年）より開始し、以降毎年12月に行なわれている。

## 導入の経緯
日本プロ野球選手会が、メジャーリーグベースボール（MLB）が導入している『ルール・ファイブ・ドラフト』を参考に、出場機会が少ない中堅選手の移籍活性化を狙いとし、導入を希望していたもの。
2018年7月に選手会の臨時大会においてその議論が交わされ、2018年8月から選手会とNPBの選手関係委員会との間で事務折衝を続けた。
2019年3月に選手会がNPBとの事務折衝で、この制度の導入を正式に提案した。素案が提出された当初は「ブレークスルードラフト」の仮称で報じられた。
NPBにおいては、1970年から1972年に選抜会議（トレード会議）が行われ、フリーエージェント制の代案としてセレクション会議が1990年に2度行われたが、いずれも定着に至らなかった経緯がある。しかも、1990年のセレクション会議では、当時ダイエー監督の田淵幸一が、長嶋清幸と長内孝が広島東洋カープのリストに入っていることをマスコミに漏らしたために、広島側が激怒して大騒動に発展した。
2020年1月21日に、プロ野球実行委員会によって制度案を取りまとめ、2020年1月22日に、NPBと選手会の間で現役ドラフトについての事務折衝が行われ、プロ野球実行委員会によって取りまとめた制度案が提示された。
選手関係委員会の委員長で阪神タイガース副社長兼球団本部長の谷本修は報道陣に対し、12球団の方針が大筋合意したと明らかにした。
2020年2月中には、それぞれの球団を巡回し、NPBがまとめた案を持参し、選手側の意見を集めた。
もし、選手会が合意すれば、2020年3月5日のプロ野球実行委員会で2020年からの導入が決定される予定であったが、新型コロナウイルスの流行による同年のシーズン開幕延期などで議論が中断。4月6日のプロ野球実行委員会後に、谷本が選手会とのやりとりを行っているとした上で「2020年中には難しくなったのは共通の理解」と語った。
その後も協議が続き、2022年9月に指名方式が判明。10月7日、NPBと選手会は同年12月9日に開催することで合意した。

## 制度
2022年11月7日にNPBが公表した制度規定は以下の通り。

### 指名対象選手
現役ドラフトでは、NPB12球団が提出した選手が指名対象選手となる。
ただし、以下の選手は指名対象とすることができない。
- 外国人選手
- 複数年契約を結んでいる選手
- 翌季の年俸が5000万円以上（ただし、1名に限り年俸5000万円以上1億円未満の選手を対象とすることができる）
- FA権を保有している、または行使したことがある
- 育成選手
- 前年の年度連盟選手権試合終了の日の翌日以降に、選手契約の譲渡によって獲得した選手
- シーズン終了後に育成から支配下契約となった選手

各球団は、シーズン終了後の全保留選手名簿の提出と同時に、指名対象として2人以上を提出する必要がある。
第2回となる2023年では、リストアップする選手について「年俸が5000万円以上1億円未満の選手をリストアップした球団は、5000万円未満の選手を追加し、3人以上の対象選手をリストアップする」ことが新たに定められた。これにより必ず各球団から2人は年俸5000万円未満の選手がリストアップされることになる。

### 指名方式
各球団が指名したい選手1名に投票（予備指名）を行い、最も多くの票を獲得した球団が1番目の指名権を獲得する。最多得票の球団が複数となった場合、同年のドラフト会議におけるウエーバー順で指名権を決定する。指名権を獲得した球団が予備指名を行った選手を指名し、指名権は選手を指名された球団に移行する。同様の手順で、12球団が各1人を指名した時点で1巡目の指名を終了する。
選手が指名された球団が既に指名を終えている場合、指名権は予備指名の得票順（同数の場合ウエーバー順）により移行先を決定する。1巡目では、
- すでに指名を受けた選手
- 指名された選手の所属球団の選手

を指名することはできない。予備指名の選手が上記の条件により指名できない場合、指名可能な別の球団の選手を指名する。また11番目に指名を行う球団は、12番目の指名順の球団の所属選手を指名しなければならない。
1巡目終了後、2巡目の指名意思を示した球団で2巡目の指名を行う。2巡目は参加球団の中で1巡目の指名の逆順で行われるが、参加球団は指名順になった段階で指名を棄権することもできる。2巡目では、
- すでに指名を受けた選手
- 2巡目において指名された選手の所属球団の選手
- 2巡目の指名を棄権した球団の選手

を指名することはできない。
2022年・23年といずれも各球団は1巡目のみで指名で終了していたが、2024年は制度創設から3年目で初めて広島東洋が2巡目の指名を実施した。
なお各球団が提出する現役ドラフトのリストは秘密情報として開示されず、当日の会議も非公開で行われ、移籍が決定した選手のみのリストが会議終了後に発表される。対象選手リストの情報のうち指名を受けた選手の氏名以外の情報について、各球団は秘密保持の義務を負う。

## 議論
第1回を経た2023年オフ以降、「『出場機会に恵まれない選手の移籍活性化』を意図しながら、移籍しても出場機会が与えられず短期間で戦力外となる可能性がある」点が議論となっている。
2022年の第1回を例にとっても、細川成也や大竹耕太郎のように前所属球団と比較して出場機会・成績共に大幅に伸ばす事例があった一方で、同年に指名された12人中6人が移籍後1年で戦力外通告を受けた（このうち2名は育成選手として再契約）。
野球評論家の野口寿浩は、「何人か戦力外になってしまいましたが、現役ドラフトで移らなくても、同じことになっていたと思います」とした上で、「移籍して自分の立場を掴めなかったのは、現役ドラフトだろうが、なんだろうが変わらない。12球団で（成功した選手が）いただけでも意義はあるんじゃないでしょうか」と制度の有効性を語った。
一方、スポーツジャーナリストの西尾典文は「出場機会が少ない中堅選手の移籍活性化と飼い殺しを防ぐという狙いから考えると、改善の余地がある」とした上で、2022年開始直後のルールでは対象となる選手が少なすぎると批判している。

## 各年の結果
| 開催日  | 指名球団 | 指名球団     | 選手名（指名時点の所属球団） | 守備   | 出典   | 翌年の去就          |
| ------- | -------- | ------------ | ---------------------------- | ------ | ------ | ------------------- |
| 12月9日 | 1巡目    | オリックス   | 渡邉大樹（ヤクルト）         | 外野手 | [ 21 ] | 戦力外通告→現役引退 |
| 12月9日 | 1巡目    | ソフトバンク | 古川侑利（日本ハム）         | 投手   | [ 21 ] | 戦力外通告→育成契約 |
| 12月9日 | 1巡目    | 西武         | 陽川尚将（阪神）             | 内野手 | [ 21 ] |                     |
| 12月9日 | 1巡目    | 楽天         | 正隨優弥（広島）             | 外野手 | [ 21 ] | 戦力外通告→現役引退 |
| 12月9日 | 1巡目    | ロッテ       | 大下誠一郎（オリックス）     | 内野手 | [ 21 ] |                     |
| 12月9日 | 1巡目    | 日本ハム     | 松岡洸希（西武）             | 投手   | [ 21 ] | 戦力外通告→育成契約 |
| 12月9日 | 1巡目    | ヤクルト     | 成田翔（ロッテ）             | 投手   | [ 21 ] | 戦力外通告→退団     |
| 12月9日 | 1巡目    | DeNA         | 笠原祥太郎（中日）           | 投手   | [ 21 ] | 戦力外通告→退団     |
| 12月9日 | 1巡目    | 阪神         | 大竹耕太郎（ソフトバンク）   | 投手   | [ 21 ] |                     |
| 12月9日 | 1巡目    | 巨人         | オコエ瑠偉（楽天）           | 外野手 | [ 21 ] |                     |
| 12月9日 | 1巡目    | 広島         | 戸根千明（巨人）             | 投手   | [ 21 ] |                     |
| 12月9日 | 1巡目    | 中日         | 細川成也（DeNA）             | 外野手 | [ 21 ] |                     |

| 開催日  | 指名球団 | 指名球団     | 選手名（指名時点の所属球団） | 守備   | 出典   | 翌年の去就      |
| ------- | -------- | ------------ | ---------------------------- | ------ | ------ | --------------- |
| 12月8日 | 1巡目    | 阪神         | 漆原大晟（オリックス）       | 投手   | [ 22 ] |                 |
| 12月8日 | 1巡目    | 広島         | 内間拓馬（楽天）             | 投手   | [ 22 ] | 戦力外通告→退団 |
| 12月8日 | 1巡目    | DeNA         | 佐々木千隼（ロッテ）         | 投手   | [ 22 ] |                 |
| 12月8日 | 1巡目    | 巨人         | 馬場皐輔（阪神）             | 投手   | [ 22 ] |                 |
| 12月8日 | 1巡目    | ヤクルト     | 北村拓己（巨人）             | 内野手 | [ 22 ] |                 |
| 12月8日 | 1巡目    | 中日         | 梅野雄吾（ヤクルト）         | 投手   | [ 22 ] |                 |
| 12月8日 | 1巡目    | オリックス   | 鈴木博志（中日）             | 投手   | [ 22 ] |                 |
| 12月8日 | 1巡目    | ロッテ       | 愛斗（西武）                 | 外野手 | [ 22 ] |                 |
| 12月8日 | 1巡目    | ソフトバンク | 長谷川威展（日本ハム）       | 投手   | [ 22 ] |                 |
| 12月8日 | 1巡目    | 楽天         | 櫻井周斗（DeNA）             | 投手   | [ 22 ] | 戦力外通告→退団 |
| 12月8日 | 1巡目    | 西武         | 中村祐太（広島）             | 投手   | [ 22 ] |                 |
| 12月8日 | 1巡目    | 日本ハム     | 水谷瞬（ソフトバンク）       | 外野手 | [ 22 ] |                 |

| 開催日  | 指名球団 | 指名球団     | 選手名（指名時点の所属球団） | 守備   | 出典   | 翌年の去就 |
| ------- | -------- | ------------ | ---------------------------- | ------ | ------ | ---------- |
| 12月9日 | 1巡目    | 巨人         | 田中瑛斗（日本ハム）         | 投手   | [ 24 ] |            |
| 12月9日 | 1巡目    | 阪神         | 畠世周（巨人）               | 投手   | [ 24 ] |            |
| 12月9日 | 1巡目    | DeNA         | 浜地真澄（阪神）             | 投手   | [ 24 ] |            |
| 12月9日 | 1巡目    | 広島         | 山足達也（オリックス）       | 内野手 | [ 24 ] |            |
| 12月9日 | 1巡目    | ヤクルト     | 矢崎拓也（広島）             | 投手   | [ 24 ] |            |
| 12月9日 | 1巡目    | 中日         | 伊藤茉央（楽天）             | 投手   | [ 24 ] |            |
| 12月9日 | 1巡目    | ソフトバンク | 上茶谷大河（DeNA）           | 投手   | [ 24 ] |            |
| 12月9日 | 1巡目    | 日本ハム     | 吉田賢吾（ソフトバンク）     | 捕手   | [ 24 ] |            |
| 12月9日 | 1巡目    | ロッテ       | 石垣雅海（中日）             | 内野手 | [ 24 ] |            |
| 12月9日 | 1巡目    | 楽天         | 柴田大地（ヤクルト）         | 投手   | [ 24 ] |            |
| 12月9日 | 1巡目    | オリックス   | 本田圭佑（西武）             | 投手   | [ 24 ] |            |
| 12月9日 | 1巡目    | 西武         | 平沢大河（ロッテ）           | 内野手 | [ 24 ] |            |
| 12月9日 | 2巡目    | 広島         | 鈴木健矢（日本ハム）         | 投手   | [ 24 ] |            |